# Binjamin Mussaphia
Binjamin Mussaphia, auch Benjamin oder Dionys Mussaphia oder Cornelius Janssen, (* zwischen 1600 und 1606; † 11. Dezember 1674 in Amsterdam) war ein Philologe und Autor.

## Leben und Wirken
Binjamin Mussaphia studierte bis zur Promotion 1625 Medizin in Padua. Nach einem Umzug nach Hamburg heiratete er 1628 in erster Ehe Sara da Silva († 1634), eine Tochter von Semuel da Silva. Ab 1635 arbeitete Mussaphia als Mediziner, weltläufiger Schriftsteller, Lexikologe, Avisenschreiber und Alchimist für den Hof der Herzöge von Schleswig-Holstein-Gottorf. Da Hamburg ein wichtiges Zentrum von Wirtschaft und Handel darstellte, konnte er dem Hof von dort wichtige Nachrichten übermitteln. Er unterhielt enge Verbindungen mit dem schwedischen Diplomaten Johan Adler Salvius und vielen anderen „portugiesischen“ Gelehrten.
Mussaphia verfasste mehrere religionskritische Artikel, die wiederholt für Konflikte sorgten. 1640 stellte er in seiner Schrift Sacro-Medicae sententiae toto V[etere] T[estamento], die er dem Gouverneur von Glückstadt Christian von Pentz widmete, mehrere Passagen der Hebräischen Bibel zu medizinischen Themen zusammen. Da Mussaphia medizinische und theologische Aspekte aus ihrer Sicht unstatthaft miteinander vermengt hatte, sahen die Lutheraner das Werk als blasphemisch an und protestierten beim Hamburger Rat. Außerdem kritisierten sie ein jüdisches Gebet am Anfang des Werkes und das Leugnen der Jungfrauengeburt. Auch Johannes Müller, Pastor der Sankt Petri-Kirche, unterstützte die Kritik an Mussaphia und verfasste hierzu 1644 das Buch Judaismus.
Mussaphia sah sich aufgrund der Kritik gezwungen, zwischenzeitlich aus Hamburg wegzugehen. Vor seiner Rückkehr in die Hansestadt lebte er mehrere Wochen in Glückstadt. Nachdem er einer Frau aus dem holsteinischen Adel eine Medizin mit dem Hinweis verabreicht hatte, dass es im Namen Jesu geschehe, zog er erneut die Kritik Müllers auf sich. Dieser tadelte, Mussaphia habe aus „teuflischem Schimpf, Spott und Verachtung dieses Namens“ gehandelt. Da Mussaphia auch alchemistische Methoden verwendete, war Müller zudem der Meinung, dass der Arzt kabbalistische Buchstabenmagie mittels „Charakteren“ als Heilmethoden anwende. Nach einer erneuten Beschwerde der Geistlichen verließ Mussaphia im Juli 1640 Hamburg und reiste über Glückstadt nach Amsterdam. Dort gehörte er dem Rabbinatskollegium an und stand für einige Zeit der Sephardengemeinde und mehreren Gemeindeinstitutionen vor. 1666 unterzeichnete er einen Lobesbrief an den von sephardischen Gemeinden verehrten, selbsterklärten Messias Schabbtai Zvi.
Das Grab des Ende 1674 verstorbenen Mussaphia befindet sich auf dem Friedhof Beth Haim nahe Amsterdam.
Seine Tochter Ribca heiratete den Hofjuden Jacob Mussaphia, eine andere Tochter (Hanna?) den Amsterdamer Kaufmann Gabriel Milan. Sein Bruder Alvaro Dinis war einer der reichsten Hamburger Kaufleute.